# Distrito de Pilibhit
Pilibhit (en hindi; ज़िला पीलीभीत, urdu; ضلع پیلی بھیت) es un distrito de India en el estado de Uttar Pradesh. Código ISO: IN.UP.PI.
Comprende una superficie de 3 499 km².
El centro administrativo es la ciudad de Pilibhit.

## Demografía
Según censo 2011 contaba con una población total de 2 037 225 habitantes.